# Alimente organice

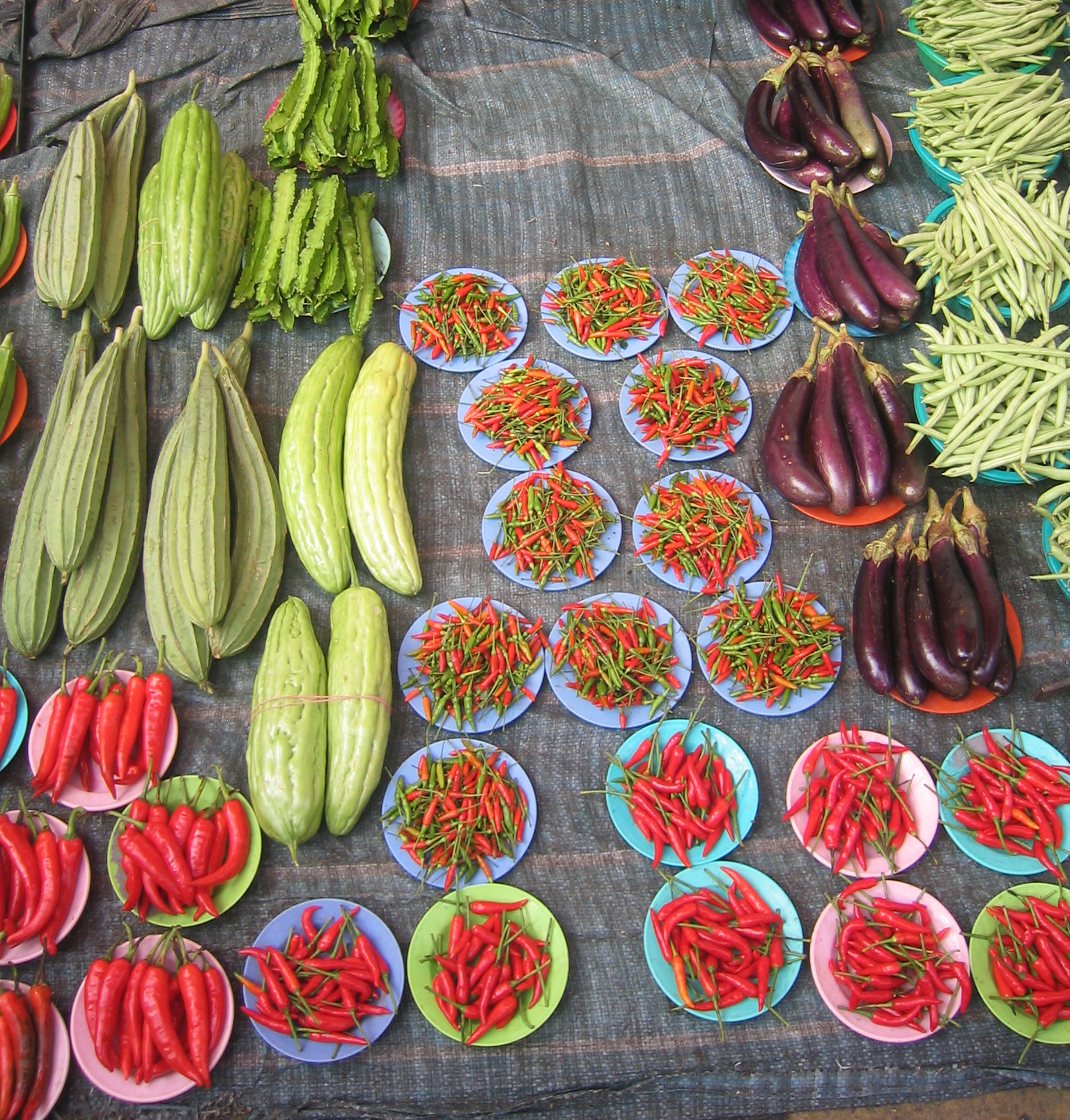
Alimente bio

Alimentele organice sunt fructele și legumele rezultate în urma procesului de agricultură organică.
Deși definiția alimentelor organice diferă de la țară la țară, agricultura organică are drept trăsături generale practicile culturale, biologice, mecanice care încurajează reciclarea resurselor, promovează echilibrul ecologic și conservă biodiversitatea.
Folosirea pesticidelor și a fertilizatorilor chimici nu este permisă, deși în anumite cazuri rare se pot folosi pesticide organice.
În general, alimentele organice nu sunt sterilizate prin iradiere, solvenți industriali și nu conțin aditivi sintetici.
În prezent, Comunitatea Europeană, Statele Unite, Canada, Japonia și multe alte țări cer producătorilor o certificare specială pentru a-și putea vinde produsele sub eticheta de produse organice.
Deși pot exista unele diferențe în conținutul de nutrienți și anti-nutrienți al produselor organice sau convenționale, natura variabilă a producției de alimente face dificilă generalizarea rezultatelor. Nu există dovezi suficiente pentru a susține revendicările conform cărora alimentele organice sunt mai sigure sau mai sănătoase decât alimentele convenționale. 

## Înțelesul și originea cuvântului „organic”

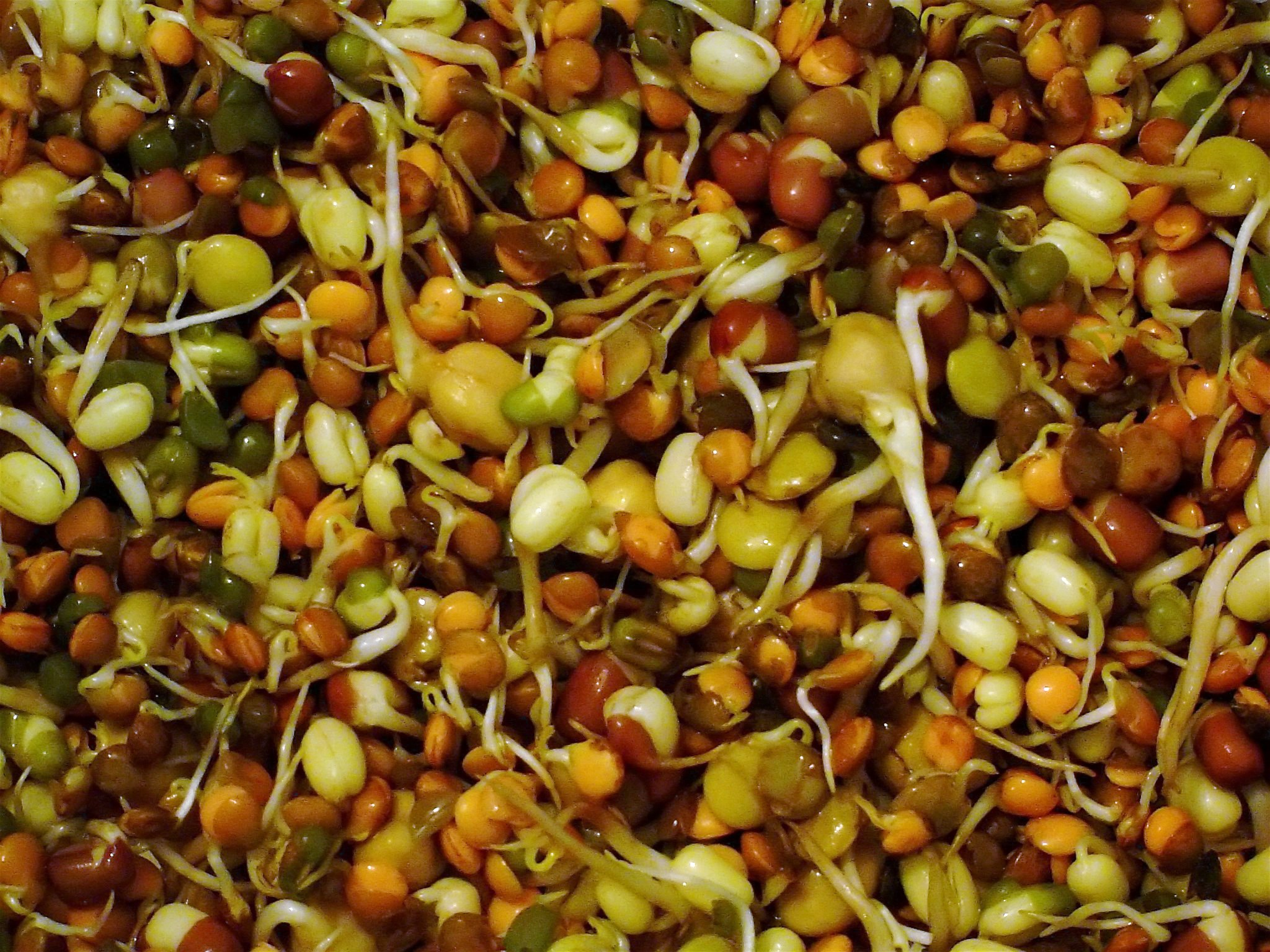
Muguri de fasole organică

Istoria agriculturii, în ansamblul său, poate fi descrisă ca fiind organică; abia în secolul 20 au fost introduse produsele chimice în lanțul alimentar. Mișcarea bio a început în 1940 ca răspuns la industrializarea agriculturii, supranumită Revoluția Verde.
În 1939, Lord Northbourne a împământenit termenul de agricultură organică, în lucrarea lui Look to the Land (1940). Oamenii de știință din acele vremuri, au descris diferențele din compoziția solului ca fiind organice, atunci când au fost folosite dejecții animale deoarece conțineau compuși de carbon, față de procesul industrial Haber care conținea azot si superfosfați. Folosirea celor doua metode descrise anterior, afectează conținutul de humus din sol. Folosirea termenului de "organic" diferă de cea din chimie unde are ca înțeles o clasă de molecule ce conțin carbon. Această clasă de molecule cuprinde orice poate fi considerat comestibil, incluzând majoritatea pesticidelor și toxinelor. Termenul de organic folosit în contextul agricol, se refera la metodele de creștere și procesare și nu la compoziția chimică a alimentelor.
Ideea că mâncarea organică poate fi mai sănătoasă și mai bună atât pentru oameni cât și mediul înconjurător a apărut încă din primele zile ale mișcării organice, ca rezultat a publicațiilor cum ar fi The Living Soil.

### Definiția legală
Producția de alimente bio este o industrie auto reglementată, supravegheată în anumite țări de instituții guvernamentale. În prezent Comunitatea Europeană, Statele Unite, Canada, Japonia și multe alte țări, cer producătorilor să obțină o certificare specială bazată pe standarde definite de guvern, pentru ca aceștia să poată comercializa alimentele folosind eticheta de alimente organice/bio.
Există patru încadrări pentru etichetarea produselor organice: 1) '100% Organic': Asta înseamnă că toate ingredientele sunt produse organic. 2) 'Organic' : Cel puțin 95% sau mai mult din ingrediente sunt organice. 3) 'Făcut cu ingrediente organice': Conține cel puțin 70% ingrediente organice 4) 'Mai puțin de 70% ingrediente organice': cel puțin trei dintre ingredientele produsului sunt organice. 
Pentru ca un produs să fie certificat ca fiind organic, în Europa, el trebuie să fie crescut și produs într-un mod care aderă la standardele Comunității Europene

## Opinia publică
Opinia publică, influențată și de către industria alimentelor bio, spune că mâncarea organică este mai sigură, mai plină de nutriente și are un gust mai bun decât alimentele produse convențional . Aceste păreri au alimentat cererea de produse bio, în ciuda preturilor mai mari și a dificultății dovedirii acestor beneficii în mod științific
Efectele psihologice, cum ar fi efectul “halo” , sunt factori importanți în decizia de cumpărare a alimentelor bio. Un exemplu al acestui efect a fost demonstrat de Schuldt and Schwarz. Studiul arată că oamenii testați au presupus că prăjiturile organice au mai puține calorii și pot fi mâncate mai des decât cele convenționale. Rezultatele au rămas nemodificate chiar și atunci când etichetele celor două feluri de prăjituri, arătau același conținut caloric. Efectul a fost mai pronunțat la participanții testului care erau suporteri bio. Percepția că produsele bio au un conținut caloric mai mic este una generală.

### Gustul
O concluzie a studiilor științifice din 2002 este că deși există studii care indică că între fructele clasice și cele bio există diferențe de gust, ele sunt inconsistente. Există dovezi că anumite fructe bio sunt puțin mai uscate astfel încât gustul lor poate fi mai concentrat decât cel al fructelor convenționale.
Anumite fructe, cum ar fi bananele, sunt culese înainte de maturitate și ținute la rece în drumul lor spre piața de desfacere, apoi coacerea este indusă prin expunerea lor la propenă sau etenă, substanțe produse chiar de către plante pentru a porni procesul de coacere. Întrucât gustul și textura se schimbă în procesul de coacere, acest proces poate afecta calitățile fructului.

## Compoziția chimică
Studiile au analizat diferențele dintre nutrienți, anti-nutrienți, și pesticide.
Aceste studii sunt dificil de generalizat din cauza felului cum sunt făcute studiile, modului de testare, variațiilor sezoniere. Tratamentul alimentelor după culegere, durata de timp dintre cules și analiză, condițiile de transport și stocare afectează compoziția chimică produselor testate .

### Nutrienți
O analiză din 2014 a 343 de studii , a arătat cum culturile organice au un conținut cu 17% mai mare de polifenol (antioxidanți). Concentrațiile de acizi fenolici⁠(en)[traduceți], flavonoide, difeniletilene , flavone, flavonoli, și antocianine au fost crescute, flavonoidele fiind cu 69% mai multe. Autorii studiului au analizat conținutul de acid ascorbic (Vitamina C) (31 de studii), beta caroten ( precursorul vitaminei A) (12 studii) și alpha-tocopherol (o forma de vitamina E) (5 studii) și alți 11 nutrienți dar doar la doi au găsit valori semnificativ mai mari în alimentele organice și anume la fosfor și polifenoli (antioxidanți)). Găinile organice au avut cantități mai mari de acizi esențiali omega-3 însă autorii studiului nu au gasit diferențe în nivelul de proteine sau cantitatea de grăsime a laptelui bio.

### Anti-nutrienți
Cantitatea totală de azot din anumite legume, în special cele verzi a fost mai mică în culturile organice. Același lucru a fost observat și în studiile care au cercetat cantitatea de toxine și metale grele din găinile crescute bio .

### Reziduri de pesticide
Un studiu din 2012 a determinat o cantitate de 7% reziduri de pesticide în alimentele organice și una de 38% în cele produse convențional. O analiză a studiilor din 2014 arată că o cultură convențională are de patru ori mai multe șanse de a conține pesticide decât una organică.

### Contaminarea cu bacterii
O analiză din 2012 arată că nu există o contaminare semnificativ mai mare cu E. coli în cazul culturilor organice (7% în cazul celor organice și 6% în cazul celor produse convențional). Contaminarea cu bacterii este comună atât în cazul produselor convenționale cât și în cazul celor organice dar studiile arată că ea nu diferă semnificativ.

## Economie
Cererea de produse organice are ca motor principal grija pentru sanatatea personala și mediu. Vânzârile organice la nivel global au crescut cu peste 170% din 2002, ajungând la 63 miliarde de dolari în 2012, ele totalizează doar 2% din producția totală alimente, ajungănd la 35% în țările din comunitatea europeană.

### America de nord
Statele Unite ale Americii
- În 2012 valoarea totală a pieței organice era de aproximativ 30 miliarde dolari.
- Mâncarea organică este sectorul cu cea mai mare creștere din industria alimentară Americană .
- Pentru a putea primi un certificat organic, fermierii americani nu pot planta semințe modificate genetic, animalele nu pot mânca plante modificate genetic. Fermierii trebuie să aducă multe dovezi care să ateste că nu există nimic modificat genetic în produsele lor.

### Europa
Danemarca
- În 2012, produsele organice au totalizat 7.8% din consumul total de vânzare cu amănuntul, având cea mai mare valoare națională din lume. Multe instituții publice s-au angajat să cumpere doar mâncare organică, în Copenhaga procentul ajungand la 75%. O inițiativă gurvenrametală si-a propus ca țel ca pană în 2020 cel puțin 60% din toată mâncarea servită în instituțiile publice să fie organică.

Austria
- În 2011. 7.4% din toate produsele vândute în supermarket-uri erau organice In 2007, erau disponibile 8000 de feluri diferite de produse organice .

România
- În România 70%–80% din producția organică locală, este exportată, ea totalizând 100 de milioane de Euro. Numărul de produse bio disponibile în România s-a mărit considerabil în ultimii ani. În 2010 piața de produse organice era evaluată la 50 milioane de Euro.

Marea Britanie
- Vânzările de produse organice au crescut din 1993/94 de la 100 milioane lire la peste 1.21 miliarde lire în 2004 .În 2010 vânzările au scăzut cu 5.9% la doar 1.73 miliarde lire. 4.2% din terenul arabil este arat în mod organic.

Polonia
- În 2005, aproximativ 7% dintre consumatorii polonezi cumparau mancare care a fost produsă conform normelor Eco-EU. Valoarea de piață a produselor bio a fost estimată în 2006 la 50 milioane Euro .

## Producția
Produsele certificate ecologic, bio/ecologic sau organic sunt termeni sinonimi. Folosirea lor depinde de termenul impus într-o anumită zonă geografică - de exemplu in spațiul anglo-saxon se folosește termenul de organic (inclusiv în S.U.A. și Canada), în spațiul german se folosește oficial termenul ökologisch („ecologic”), în timp ce în acelasi spațiu termenul bio se folosește în context de marketing pentru a desemna un produs ecologic certificat, iar în spațiul italian termenul folosit este cel de bio. Aceste produse pot fi caracterizate și sunt individualizate prin intermediul unor norme de producție și procesare codificate legislativ la nivel național sau, în cazul Uniunii Europene și S.U.A., la nivel comunitar. 

## Trasabilitatea
Unul dintre aspectele definitorii ale acestei clase de produse (fie ele alimente, cosmetice, textile sau altele) este trasabilitatea. 
Trasabilitatea presupune respectarea unor reguli stricte în ceea ce privește înregistrarea și păstrarea unor evidențe clare și verificabile pe tot lanțul de producție: de la producerea materiei prime, la procesare, la transport și comerț până la ajungerea produsului la consumator. În acest fel se oferă consumatorului un grad ridicat de siguranță și transparență la achiziționarea unui produs ecologic certificat, iar în cazul constatării unei iregularități se poate reface ușor filiera de procesare și producție și se poate identifica modul în care a fost corupt sau infestat produsul certificat ecologic și se pot lua măsuri pentru înlăturarea factorului negativ, respectiv factorii de control se pot îndrepta împotriva celui care este responsabil de iregularitatea identificată. Astfel de cazuri sunt rare datorită controlului și inspecției la care este supus fiecare operator din sistemul ecologic certificat, dar spre deosebire de industria alimentară convențional, domeniul ecologic este cunoscut pentru intransigența cu care rezolvă astfel de probleme și lipsa de toleranță în eliminarea din sistem a celor responsabili. Explicația se găsește în caracteristicile deosebite ale acestui domeniu (vezi istoria mișcării bio) precum și în faptul că trasabilitatea și puritatea produselor certificate ecologic este cel mai puternic argument de marketing al branșei, iar tolerarea unor abateri de la regulile asumate ar constitui o lovitură de imagine majoră pentru întreg sectorul.

## Diferența
Între produsele naturale și produsele bio-organice, diferența o reprezintă tocmai acesti pași menționați în producție. Produsele denumite generic naturale sunt bazate pe plante. Ele nu au fost cultivate pe terenuri organice și nici nu au fost supuse procedeelor naturale, fără substanțe chimice pentru obținerea produsului final.
Produsele certificate BIO au minim 95% ingrediente naturale, din care minim 95% ingrediente BIO din totalul celor vegetale si minim 10% din totalul ingredientelor.
Produsele certificate ECO au minim 95% ingrediente naturale, din care minim 50% ingrediente BIO din totalul celor vegetale si minim 5% din totalul ingredientelor.
Organismele de certificare bio-organică sunt numeroase, unele dintre cele mai cunoscute la nivel european în domeniul industriei cosmetice fiind BDIH (Germania), Ecocert Greenlife (Franța), Soil Association (UK), ICEA (Italia) și Cosmebio (Franța) care au pus bazele Cosmos-Standard AISBL, Ecogruppo Italia.

## Răspândire
A apărut o adevărată modă legată de folosirea principiilor active ce se regăsesc în plante și de evitare a tehnicilor intrusive sau a folosirii substanțelor chimice „străine” de corpul nostru. Ca urmare, dacă acum câțiva ani (nu mulți) produsele bio erau legate mai degrabă de mici magazine specializate și destinate unui segment restrâns de populație, în prezent piața de desfacere a acestor produse s-a lărgit foarte mult datorită creșterii numărului de consumatori care aleg cu mult mai multă atenție produsele destinate îngrijirii corpului și a sănătății.
În România magazinele alimentare bio sunt în dezvoltare, fiind căutate tot mai des. Industria agricolă bio se supune unei legislații speciale pentru certificare. Motivul este conștientizarea efectelor nocive pe care îl au îngrășămintele chimice și insecticidele asupra organismului uman dealungul anilor.
În Germania, industria bio-organică este foarte dezvoltată, existând lanțuri de magazine-supermarket în care se pot procura astfel de produse eficiente pentru sănătate.

## Vezi și
- Agricultură organică